# Kotajärvi (sjö i Leppävirta, Norra Savolax)
Kotajärvi är en sjö i kommunen Leppävirta i landskapet Norra Savolax i Finland. Sjön ligger 125,7 meter över havet. Den är 17 meter djup. Arean är 66 hektar och strandlinjen är 7,55 kilometer lång. Sjön  ingår i Vuoksens huvudavrinningsområde.   Den ligger omkring 36 kilometer söder om Kuopio och omkring 300 kilometer nordöst om Helsingfors. 
I sjön finns ön Mustikkasaari. 